# Sylvia Iparraguirre

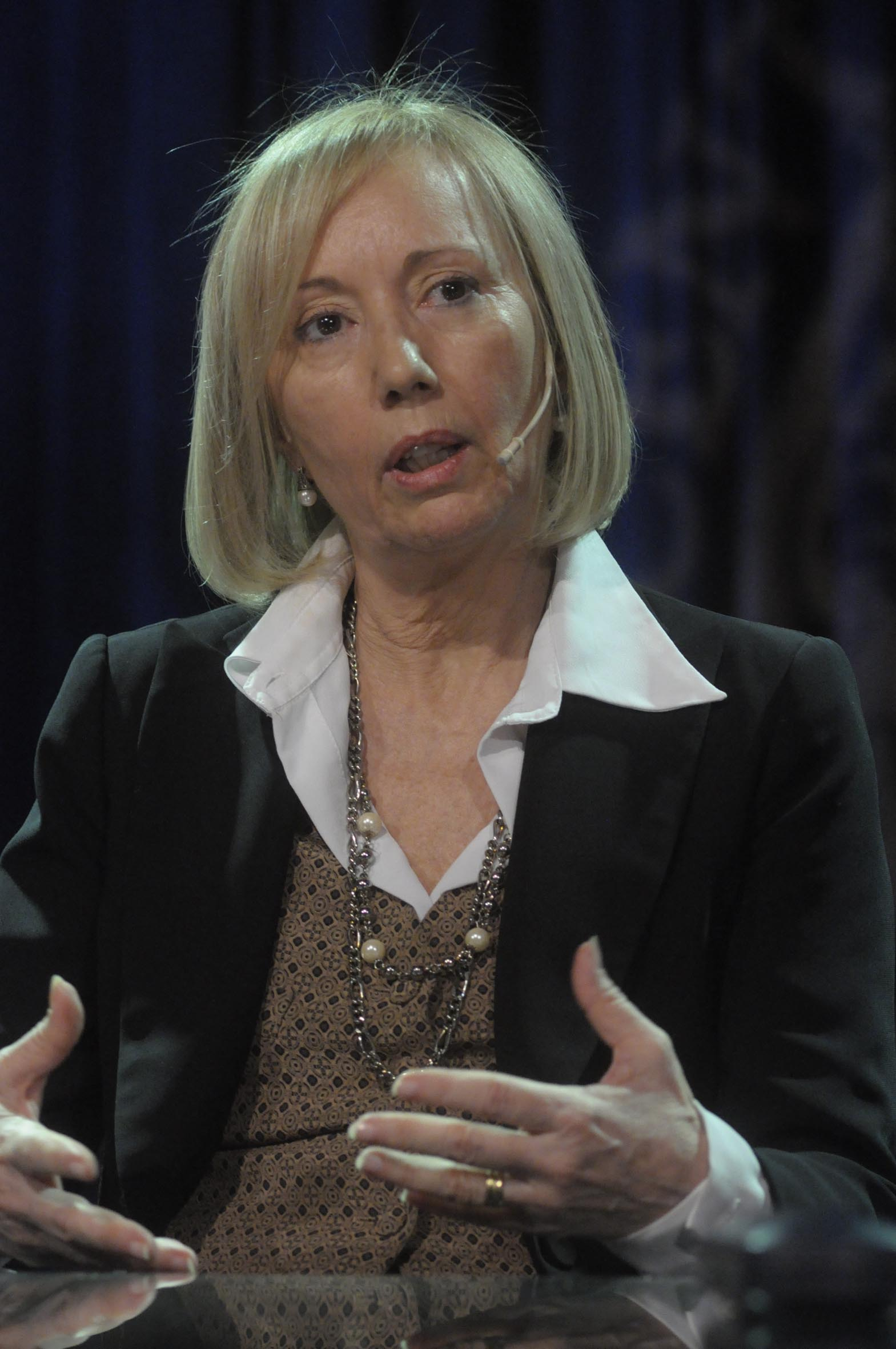
Sylvia Iparraguirre (2010)

Sylvia Iparraguirre (n. 1947) este o romancieră argentiniană și o activistă pentru drepturile omului. Romanul ei Tierra del Fuego: Una Biografia del Fin del Mundo a câștigat în 1999 premiul literar dedicat femeilor scriitoare de limbă spaniolă: Sor Juana Inés de la Cruz Prize.